# Microneta aterrima
Microneta aterrima là một loài nhện trong họ Linyphiidae.
Loài này thuộc chi Microneta. Microneta aterrima được Kirill Yuryevich Eskov & Yuri M. Marusik miêu tả năm 1991.